# Kakazai
Kakazai,,,,,,,,,,,,,,, également connu sous le nom de Loi ou Loye Mamund,,,,,, est une tribu pachtoune. 
C'est à la base une division du clan Mamund qui fait partie de la grande tribu Tarkani,,,,,,,,, qui sont principalement installées dans l'agence de Bajaur, au Pakistan, mais provenaient originellement de la province de Laghman en Afghanistan. Cependant, elle s'est développée et dispersée à tel point qu'elle est reconnue comme une tribu propre,,,,,,,,,,,,,,.

## Étymologie
Le nom Kakazai signifie « descendants / enfants de Kakae ou Kaka » (en pachto, Kaka ou Kakae = un nom afghan contemporain pour un homme,,,. Il est également utilisé pour l'oncle paternel. Zai = descendants / descendants / enfants de, Une racine également utilisée dans d'autres tribus Pachtoune telles que Yousafzai). Les variantes d'orthographe comprennent: Kakizi, Kakaezai, Kakezai, Kakaizai, Kakay Zai, Kakayzai, Kakeyzai, Kaka Zai et Kakkayzai,,,.

## Histoire

### Histoire ancienne
Les Kakazai, avec d'autres tribus Pachtounes, sont venus en Asie du Sud lors d'invasions telles que celles de Mahmoud de Ghazni et de Bahlul Lodi, s'installant dans différentes régions,,.
Notant l'héritage martial des Pachtounes de Kakazai, Pir Moazzam Shah dans son livre Tawareekh-e-Hafiz Rahmat Khani (pages 89-91 - publié à l'origine en 1624 apr. J.-C.) et Olaf Caroe dans son livre The Pathans 550 BC-AD 1957 (pages 184-185 - première publication en 1958), a écrit sur une bataille entre les Yousafzais et les Dilazaks dans laquelle Malik Haibu (Dilazak) a reçu le premier coup d'épée de Payenda Kakazai Tarklanri mais a finalement été décapité par Burhan Kakazai Tarklanri tout en luttant aux côtés des Yousafzais afin de les aider à conquérir Bajour,,.
Pour les armées envahissantes, une grande partie du Pendjab et d'autres régions sont devenues un dépôt avec des maisons de repos, des cantonnements et des postes frontaliers établis pour surveiller les choses dans la région ainsi que pour se tenir au courant de toute nouvelle information (comme l'affaiblissement éventuel d'un autre Empire, etc.), et de nombreux officiers et leurs familles s'installeraient là. Comme cela est encore très vrai dans de vastes zones de Khyber Pakhtunkhwa et de la ceinture de Pachtoune d'Afghanistan, la terre est souvent assez stérile et hostile, seulement capable d'accueillir une population limitée. Une fois que la population ou le nombre d'une tribu dépassait un certain seuil, ils se déplaceraient souvent vers l'Est dans des zones plus colonisées (Sindh, Pendjab, Cachemire, etc.) ou seraient poussés par d'autres tribus dans la recherche de terres agricoles productives. 
La région de Sialkot principalement, ainsi que Faisalabad, Wazirabad et certaines parties de Lahore, possédaient des terres agricoles productives et étaient régies par une série de familles Pachtounes dont beaucoup étaient Kakazai, mais aussi Burki et Niazi Pachtounes,,.

### L'ère britannique-Raj
De nombreux Kakazai, Burki et d'autres familles Pachtounes notables se sont installés dans les districts de Jalandhar et de Gurdaspur, en Inde britannique pré-indépendante, où ils ont installé des colonies. Un important groupe Kakazai de Gurdaspur (Punjabde l'Est), s'est installé dans douze villages, dont Babal Chak, Faizullah Chak, Sut Kohiah (Satkoha) et Wazir Chak, près de Dhariwal. À l'indépendance en août 1947, on leur a d'abord dit qu'ils (étant musulmans) seraient au Pakistan. Ils ont été pris dans la violence qui a suivi et les survivants déplacés lorsque leur région est devenue une partie de l'Inde,,,,,,.

### Ère moderne
Aujourd'hui, la majorité des Kakazai résident au Pakistan et en Afghanistan.
En Afghanistan, ils résident dans le district de Marawara, et les zones Barkanai et Shortan de Kounar ainsi que dans certaines régions de Laghmân.
Au Pakistan, ils résident dans toutes les provinces, en particulier dans les régions de Dara Kakazai (vallée de Watelai, également connue sous le nom de Mamund Valley), l'agence Bajaur (Lagharai, Kalozai, Kaga, Mukha, Maina et Ghakhi de Tehsil Mamund), Lahore,, Abbottabad, Peshawar, Sialkot (Les Kakazai sont encore parmi les tribus dominantes de Sialkot malgré la saveur cosmopolite de la ville et sont encore les propriétaires originaux de vastes étendues de terres primaires dans ce district.), Dera Ghazi Khan, Quetta, Karachi, Cachemire, Jehlum , Bhalwal, Sargodha, Chakwal, Gujrat, Chak Karal, Isa Khel, Musa Khel et Killi Kakazai (Pishin, Baluchistan),,,,,.
Par conséquent, les Pachtounes de Kakazai ne résident pas dans les zones de pachto-parler, malgré la pratique de Pachtounwali et le maintien de l'habillement, de la cuisine et de l'héritage martial selon leurs traditions pachtoun, ne parlent pas exclusivement pachto mais peuvent parler d'autres langues indigènes au Pakistan comme Urdu, Punjabi, Siraiki , Hindko et Balochi,,.

## Sous-divisions
- Daulat Khel
- Khulozai
- Mahsud Khel
- Maghdud Khel
- Mahmud Khel
- Umar Khel
- Yusaf Khel